# نویفلدن
نویفلدن (به آلمانی: Neufelden) یک منطقهٔ مسکونی در اتریش است که در ناحیه رورباخ واقع شده‌است. نویفلدن ۱۰ کیلومتر مربع مساحت دارد ۵۱۷ متر بالاتر از سطح دریا واقع شده‌است.